# Yi (редактор)
Yi — это расширяемый текстовый редактор, написанный на языке Haskell. Цель Yi — предоставить гибкое, мощное и динамически корректируемое ядро редактора, модифицируемое сценариями на языке haskell.
Yi используется как интерпретатор Haskell, подобно, как emacs — интерпретатор emacs Lisp; однако, текущая версия Yi перекомпилирует код, который описывает его настройки (включая режимы редактирования и расширения).
В частности, Yi реализован как небольшая программа, которая компилирует через GHC большие куски кода; это маленькое 'ядро' может многократно пересобирать (и, таким образом, сверять тип) расширения. Это позволяет легко изменять, экспериментировать и модифицировать Yi несмотря на то, что редактор написан на строго статически типизированном языке. Использование haskell как языкового расширения означает, что другие библиотеки и инструменты, написанные на haskell, также легко использовать в редакторе кода.
Долгосрочной целью проекта является, в сущности, сделать Yi выбором для Haskell-хакеров во многом таким же образом, как emacs является текстовым редактором для программистов на Lisp.

## Интерфейс
Yi может использовать либо gtk2hs или vty в качестве интерфейса, таким образом пользователи могут выбрать свой любимый интерфейс. Существует также экспериментальный Cocoa-фронтенд.

## «Режимы эмуляции»
Основные режимы эмуляции для Yi это vim и emacs. Комбинации клавиш для vi, mg, nano и других также предусмотрены. Другие интерфейсы редактора могут быть написаны пользователем Yi.

## Значение названия
Традиционный китайский иероглиф может означать «праведный», «справедливый» или «брать под контроль».
Название было придумано на IRC-канале Haskell в 2004 году. Это игра слов, связывающая vi, и выражение исчисления комбинаторов (Y I), которое является банальным бесконечным циклом.